# 2013 GX137
2013 GX137, também escrito como 2013 GX137, é um objeto transnetuniano que está localizado no Cinturão de Kuiper, uma região do Sistema Solar. Este corpo celeste é classificado como um cubewano. Ele possui uma magnitude absoluta de 7,4 e tem um diâmetro estimado de 146 km.

## Descoberta
2013 GX137 foi descoberto no dia 9 de abril de 2013 pelo Outer Solar System Origins Survey.

## Órbita
A órbita de 2013 GX137 tem uma excentricidade de 0,059 e possui um semieixo maior de 43,526 UA. O seu periélio leva o mesmo a uma distância de 40,217 UA em relação ao Sol e seu afélio a 46,107 UA.